# Basilique Notre-Dame-de-Bon-Secours de Neuvizy
Pour les articles homonymes, voir Notre-Dame-de-Bon-Secours et Église Notre-Dame.
La basilique Notre-Dame-de-Bon-Secours de Neuvizy est une basilique de confession catholique située dans le village de Neuvizy dans le département des Ardennes dans la région du Grand Est en France.
Un pèlerinage dans l'église et sur le chemin Marial situé à la sortie du village y est organisé en mai et tous les 15 août, ce qui a permis à Neuvizy d'avoir comme surnom Le Lourdes Ardennais.
Le pape Jean-Paul II décide de l'ériger en basilique en 2002.

## Situation
La basilique Notre-Dame-de-Bon-Secours est située sur la grande place du village de Neuvizy au croisement de la rue de l'église et de la rue Géromont.

## Historique
Le 30 avril 1752 huit enfants, se rendant au catéchisme à Villers-le-Tourneur, découvrirent une statuette de la Sainte Vierge, cernée d'un halo de lumière, à proximité d'une petite fontaine sur un chêne dans les bois de Neuvizy, ils se sont mis à genoux et récitèrent le Salve Regina, le Souvenez-vous et de nombreuses prières et autres chants. En 1818, une croix fut élevée, dans la forêt, en présence de Charles Poit, dernier survivant de l'événement. À cette époque l'église du village n'était encore qu'une simple et petite construction, mais après la multiplication de phénomènes les pèlerins venaient de plus en plus nombreux prier devant la statue miraculeuse placée à l'intérieur de la modeste chapelle du village. Il fallait donc élever une église plus grande. Sous l'impulsion du curé de l'époque, le chanoine Nicolas Valentin, la première pierre d'une nouvelle église fut posée le 4 mai 1865 en présence de 10000 pèlerins. Ce prêtre dirigeait les travaux du nouveau sanctuaire, en fut également l'aide-architecte, le menuisier, le peintre et le statuaire principal. En façade à l'extérieur un marbre indique que ce chanoine repose sous le trumeau de l'église. La quasi-totalité de ce monument religieux fut terminée fin 1876.  
Pendant la Première Guerre mondiale les cloches et les cuivres de l'église ont été enlevés par les allemands. En 1936 Mgr Emmanuel Suhard consacre l'église, soit 71 ans après la pose de la première pierre. Le pape Jean-Paul II décide de l'ériger en basilique en 2002.
En 2009 des travaux ont été réalisés à l'extérieur pour permettre l'accès de l'église aux handicapés, et le ravalement de la façade permet de voir l'église de plus loin grâce à la blancheur de sa pierre retrouvée. À l'intérieur des nouveaux lustres ont été installés.

## Description

### Architecture
Bâti par l'architecte Jean-Baptiste Couty dans le style ogival du XIIIe siècle, l'église est une copie en plus petite de Notre-Dame de Paris. L'ensemble est harmonieux avec ses trois nefs séparées de lignes de colonnes cantonnées, son transept et son chœur, largement éclairés par des rosaces et des baies géminées. L'église possède de puissants contreforts, deux flèches qui s'élèvent au-dessus du village et des bois environnants.

### Décoration

#### Les vitraux
Les vitraux réalisés par les ateliers Champigneulle ont été posés entre 1876 et 1897. Ceux du haut de la nef évoquent les grands personnages de l'Ancien Testament : côté nord Noé, Jacob, le devin Balaam, le Roi Salomon et le prophète Jérémie ; côté sud le patriarche Abraham, Moïse, le roi David, le prophète Isaie et le prophète Daniel. 
Les vitraux du bas de la nef représentent les femmes reconnues comme étant les figures de la Sainte Vierge dans l'Ancien Testament : côté nord Sarah, Léa, Marie, Ruth, Judith ; côté sud Rébecca, Rachel, Débora, Abigaël et Esther.
Les vitraux du transept représentent Sainte Anne, sainte Marie Madeleine ainsi que les mystères du Nouveau Testament. 
Ceux du chevet derrière l'autel montrent de gauche à droite: la Nativité (Les rois mages apportant leurs offrandes à Jésus et à sa mère Marie) (premier vitrail) ; l'Assomption de Marie (deuxième vitrail) ; au centre le troisième vitrail met en valeur la découverte de Notre-Dame de Neuvizy dans les bois par les enfants ; le suivant nous montre la Sainte Vierge et les Douze Apôtres (quatrième vitrail), enfin le dernier vitrail représente la mort du Christ sur la croix avec Marie, Marie Madeleine et Saint Jean à ses pieds.
La grande rosace du portail qui rappelle les scènes de la création fut posée en 1924.

#### Les murs
Les murs de la nef et du transept de l'église sont tapissés par un nombre important d'ex-voto témoignant des nombreuses guérisons qui se sont opérées grâce à Notre-Dame de Neuvizy. Les murs du chevet sont ornés de peintures relatant la vie de la Sainte Vierge. De gauche à droite : la Présentation de Marie au Temple ; l'Annonciation ; la visite de Marie chez sa cousine Elisabeth ; la Fuite en Égypte. Au centre au fond une peinture indique la phrase suivante : Gloire à N.D de Neuvizy. Bénissez les pèlerins.
Deux plaques en bois datées de 1854 (année du dogme de l'Immaculée Conception) situées sur deux piliers de la nef montrent l'importance de l'église et de sa Confrérie Notre-Dame-de-Bon-Secours érigée canoniquement en 1846 et comptant à cette date des milliers d'adhésions. 
La plaque placée côté nord indique en lettres d'or la phrase suivante : 
Par induit de N.S.P. Pie IX - 1: Indulgence de 7 ans et 7 quarantaines en faveur des associés de la Confrérie de Notre-Dame du Bon Secours. 2: Le Dimanche après l'octave de l'Assomption de la Sainte Vierge fête du Sacré-Cœur et le 2 juillet fête de la Visitation de la Sainte Vierge. 3: Le Dimanche de septembre fête des sept douleurs de la Sainte Vierge. 20 janvier 1854.
La plaque placée côté sud indique en lettres d'or la phrase suivante : 
Par induit de N.S.P. Pie IX - Indulgence plénière à tous les associés de la Confrérie de Notre-Dame de Bon Secours : Les jours de la Conception, de la Nativité, de l'Annonciation, de la fête de la Présentation de Jésus au Temple et de l'Assomption de la très Sainte Vierge. En outre sa sainteté accorde que toutes les messes qui se diront pour eux dans l'église de Neuvizy jouissent des privilèges dont elles jouiraient à un Autel privilégié. 20 janvier 1854.

### Instruments
La basilique possède un orgue installé en 2002 dans le transept côté nord.

## Chronologie des curés
- 1818 : abbé Sommé
- 1835 : abbé Joseph Maurice - (il est enterré au chevet de l'église)
- 1864 : abbé Nicolas Valentin - (il est enterré sous le porche d'entrée de l'église (trumeau))
- 1876 : abbé Maltot
- 1880 : abbé J.B. Fournaise
- 1884 : abbé R.P. Robert
- 1889 : abbé Édouard Lalouette - (son nom est inscrit sur une clé de voûte)
- 1901 : abbé Auguste Lagneaux
- 1928 : abbé Auguste Lallié - (missionnaire  qui développe le pèlerinage)
- ? : abbé Bellec
- ? : abbé Bonte
- 1986 : abbé Camille Bertrand
- ? - 2010 ? : abbé Rémi Dubois-Matra
- 21 juin 2022 : abbé Bruno Hayet nommé chapelain du sanctuaire.